# آرامگاه پیر احمد زهرنوش

## بقعه پیر (میدان پیر)
بقعه پیر احمد زهرنوش مربوط به سدهٔ ۶ و ۷ ه‍.ق است. این بنا در حاشیه جنوبی شهر ابهر واقع شده‌است. این اثر در تاریخ ۱ مهر ۱۳۵۳ با شمارهٔ ثبت ۹۸۱ به‌عنوان یکی از آثار ملی ایران به ثبت رسیده‌است.
این بقعه آرامگاه سه تن از بزرگان ابهر می‌باشد. در مجاورت بقعه ساختمان‌هایی می‌باشد که امروزه از آن‌ها به عنوان موزه‌ باستانشناسی ابهر استفاده می‌شود. به گفتهٔ محمد آقامحمدی این بنا بر بقایای خانقاهی متعلق به قرن چهارم هجری ساخته شده‌است. خانقاه اولیه متعلق به ابوبکر محمد بن عبدالله ابهری متوفی ۳۳۰ هجری قمری بوده‌است.
این اثر که در سالیان گذشته رو به ویرانی گذاشته بود، در دههٔ ۱۳۶۰ به همت ادارهٔ ارشاد ابهر و با همکاری گروه باستانشناسی سلطانیه مرمت گردیده‌است.

## مدفونان در بقعه
بنا به گفتهٔ ابولمعالم فخیم ابهری در جلد دوم از کتاب ابهر جلوه گاه تمدن باستان، سه تن از علما و فقهای برجستهٔ ابهر در این محل مدفون هستند. نخستین آنان ابوبکر محمد بن عبدالله ابهری است که در قرن چهارم هجری می‌زیسته‌است. مولانا شیخ شهاب الدین ابهری که در اوایل دورهٔ صفویه می‌زیسته دومین فردی است که در این محل دفن شده‌است. نفر سوم مولانا قطب الدین احمد ابهری معروف به پیر احمد زهر نوش متوفی ۵۷۷ هجری می‌باشد.

## سبک معماری بنا
این بنا در سال‌های اخیر و با گسترش شهر به بخشی از شهر ابهر تبدیل شده‌است. در بین مردم ابهر معروف است که مکان این بقعه با رونق شهر بارها درون شهر قرار گرفته و پس از گذشت آن دوران به بنایی در حاشیهٔ ابهر تبدیل شده‌است. در حال حاضر این بنا در میان میدانی به همین نام در جنوب ابهر قرار دارد.
جنس بنای بقعه آجر است. بقعه شامل یک مقبره و ساختمان‌هایی در ضلع غربی آن است که باهم مرتبط می‌باشند. با توجه به بی‌پیرایه بودن بناهای اطراف، احتمال می‌رود کاربری اولیهٔ آن خانقاه باشد. معماری مقبره یک بنای چهارطاقی است. این بنا با شکست‌ها و جرزهای ایجاد شده، از داخل به بیست وجهی تبدیل شده‌است. بر فراز چهارطاقی مقبره گنبد زیبایی به سبک پنج و هفت از گونهٔ گنبدهای سلجوقی استوار گشته‌است. این گنبد به گنبدهای مساجد جامع قروه و سجاس مانند است.
علاوه بر ورودی مقبره از ساختمان غربی، ورودی اصلی مقبره از بیرون دری در ضلع شمالی بنا می‌باشد. کف مقبره یک پله بالاتر از ورودی در اصلی می‌باشد. محل گورها در سرداب قرار دارد. سرداب با پلان چلیپا بوده که پنج پله پایین‌تر از کف مقبره می‌باشد. سقف سرداب طاقی از جنس آجر است.

## نگارخانه

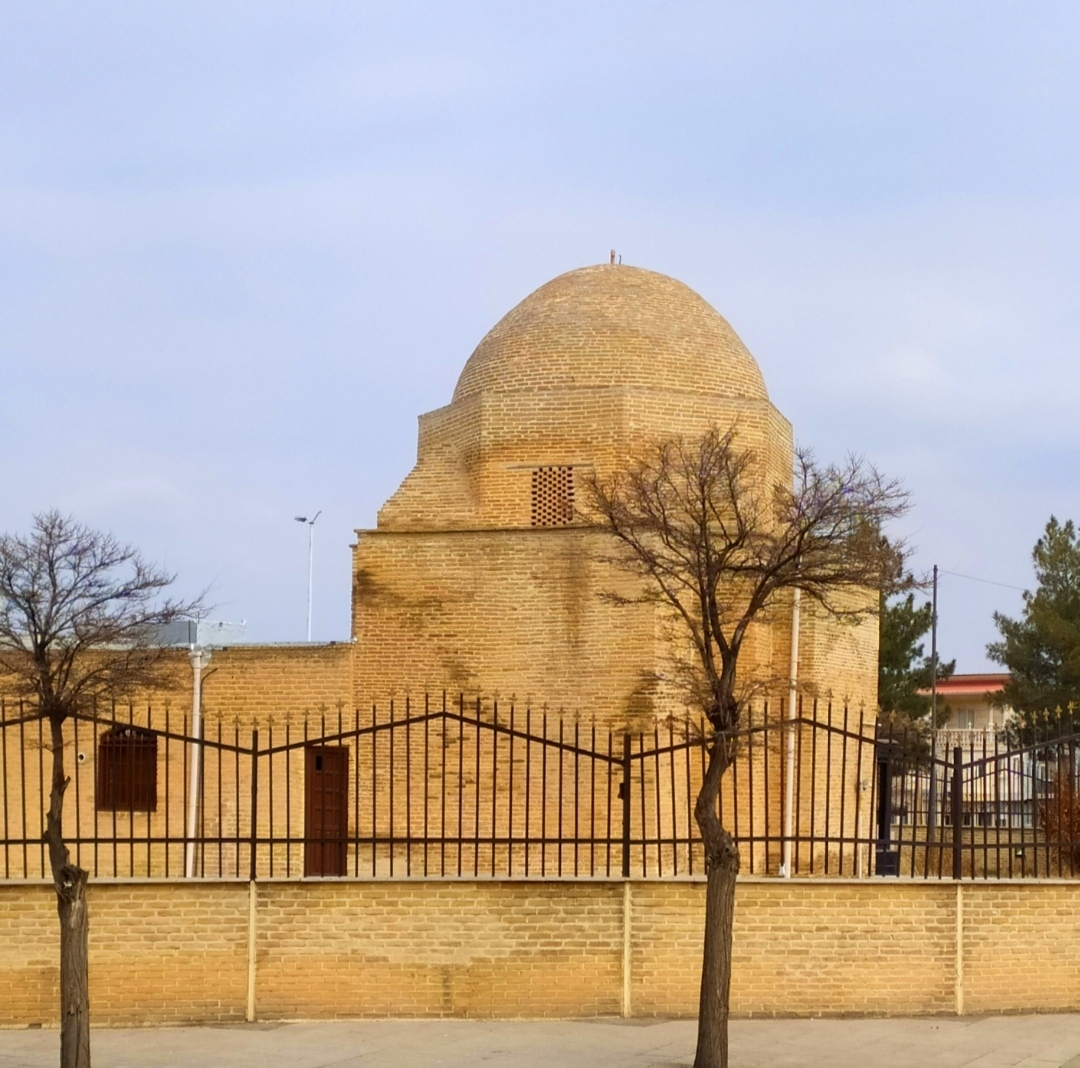
آرامگاه پیر احمد زهرنوش ابهری

تصویری از میدان پیر ابهر، این میدان پس از بازسازی بنای آرامگاه بر دور آن ایجاد شده‌است.